# 红升街道
红升街道是中华人民共和国黑龙江省伊春市伊美区下辖的一个街道办事处。
2016年，伊春市人民政府批准撤销红升街道办事处，各社区由伊春区直辖。2019年6月，国务院同意调整伊春市部分行政区划，撤销伊春区，新设伊美区；同年，伊春市人民政府批准恢复设立红升街道办事处

## 行政区划
红升街道下辖以下村级行政区划单位：
森林社区、普新社区、新兴社区、卫星社区、治安社区、高潮社区、永兴社区、红旗社区、永庆社区、丰林社区和永红社区。